# Stenotabanus bruesi
Stenotabanus bruesi är en tvåvingeart som först beskrevs av James Stewart Hine 1920.  Stenotabanus bruesi ingår i släktet Stenotabanus och familjen bromsar. Inga underarter finns listade i Catalogue of Life.